# 1. Bundesliga 2023-24
La 1. Bundesliga 2023-24 fue la sexagésima primera edición de la máxima competición futbolística de Alemania.
Un total de 18 equipos participaron en la competición, incluyendo 15 equipos de la temporada anterior, 2 provenientes de la 2. Bundesliga 2022-23 y el ganador de la eliminatoria por la permanencia.
El campeón fue el Bayer Leverkusen, a 5 fechas del final, aseguró el primer título de Bundesliga en su historia y sin derrotas, con una totalidad de 28 victorias y 6 empates en las 34 jornadas de la temporada siendo así el primer equipo de la Bundesliga en ganar una liga de forma invicta, además, cortó con una larga hegemonía del Bayern de Múnich, que duró 11 años y 8 días.

## Relevos
| Pos  | Descendidos a 2. Bundesliga |
| ---- | --------------------------- |
| 17.º | Schalke 04                  |
| 18.º | Hertha Berlín               |

| Pos | Ascendidos de 2. Bundesliga |
| --- | --------------------------- |
| 1.º | Heidenheim                  |
| 2.º | Darmstadt 98                |

## Información
| Equipo                   | Ciudad          | Entrenador           | Capitán             | Estadio                        | Capacidad | Proveedor | Patrocinador            |
| ------------------------ | --------------- | -------------------- | ------------------- | ------------------------------ | --------- | --------- | ----------------------- |
| Augsburgo                | Augsburgo       | Jess Thorup          | Jeffrey Gouweleeuw  | WWK Arena                      | 30 660    | Mizuno    | WWK                     |
| Bayer Leverkusen         | Leverkusen      | Xabi Alonso          | Lukáš Hrádecký      | BayArena                       | 30 210    | Castore   | Barmenia Versicherungen |
| Bayern de Múnich         | Múnich          | Thomas Tuchel        | Manuel Neuer        | Allianz Arena                  | 75 024    | Adidas    | Deutsche Telekom        |
| Bochum                   | Bochum          | Heiko Butscher       | Anthony Losilla     | Vonovia Ruhrstadion            | 30 748    | Mizuno    | Vonovia                 |
| Borussia Dortmund        | Dortmund        | Edin Terzić          | Emre Can            | Signal Iduna Park              | 81 360    | Puma      | 1&1 Ionos               |
| Borussia Mönchengladbach | Mönchengladbach | Gerardo Seoane       | Julian Weigl        | Borussia-Park                  | 59 724    | Puma      | Flatex AG               |
| Colonia                  | Colonia         | Timo Schultz         | Florian Kainz       | RheinEnergieStadion            | 49 698    | Hummel    | REWE                    |
| Darmstadt 98             | Darmstadt       | Torsten Lieberknecht | Fabian Holland      | Merck-Stadion am Böllenfalltor | 17 810    | Craft     | HAIX                    |
| Eintracht Fráncfort      | Fráncfort       | Dino Toppmöller      | Sebastian Rode      | Deutsche Bank Park             | 51 500    | Nike      | Indeed.com              |
| Friburgo                 | Friburgo        | Christian Streich    | Christian Günter    | Europa-Park Stadion            | 34 700    | Nike      | Jobrad                  |
| Heidenheim               | Heidenheim      | Frank Schmidt        | Patrick Mainka      | Voith-Arena                    | 15 000    | Puma      | MHP Management          |
| Hoffenheim               | Sinsheim        | Pellegrino Matarazzo | Oliver Baumann      | PreZero Arena                  | 30 150    | Joma      | SAP                     |
| Maguncia 05              | Maguncia        | Bo Henriksen         | Silvan Widmer       | Mewa Arena                     | 34 000    | Jako      | Kömmerling              |
| RB Leipzig               | Leipzig         | Marco Rose           | Willi Orbán         | Red Bull Arena                 | 44 199    | Nike      | Red Bull                |
| Stuttgart                | Stuttgart       | Sebastian Hoeneß     | Waldemar Anton      | Mercedes-Benz Arena            | 60 441    | Jako      | Winamax                 |
| Unión Berlín             | Berlín          | Marco Grote INT      | Christopher Trimmel | Stadion An der Alten Försterei | 22 012    | Adidas    | Paramount+              |
| Werder Bremen            | Bremen          | Ole Werner           | Marco Friedl        | Wohninvest Weserstadion        | 42 100    | Hummel    | Matthäi                 |
| Wolfsburgo               | Wolfsburgo      | Ralph Hasenhüttl     | Maximilian Arnold   | Volkswagen-Arena               | 30 000    | Nike      | Volkswagen              |

### Cambios de entrenadores
| Equipo                   | Entrenador (Jornadas)   | Fecha de vacante        | Tipo de salida     | Posición en la tabla | Entrenador entrante | Fecha de nombramiento   |
| ------------------------ | ----------------------- | ----------------------- | ------------------ | -------------------- | ------------------- | ----------------------- |
| Eintracht Fráncfort      | Oliver Glasner          | 9 de mayo de 2023       | Mutuo acuerdo      | Pretemporada         | Dino Toppmöller     | 12 de junio de 2023     |
| Borussia Mönchengladbach | Daniel Farke            | 2 de junio de 2023      | Despedido          | Pretemporada         | Gerardo Seoane      | 6 de junio de 2023      |
| Augsburgo                | Enrico Maaßen (1–7)     | 9 de octubre de 2023    | Despedido          | 15.º                 | Jess Thorup         | 15 de octubre de 2023   |
| Maguncia 05              | Bo Svensson (1–9)       | 2 de noviembre de 2023  | Mutuo acuerdo      | 18.º                 | Jan Siewert         | 2 de noviembre de 2023  |
| Unión Berlín             | Urs Fischer (1–11)      | 15 de noviembre de 2023 | Mutuo acuerdo      | 18.º                 | Marco Grote INT     | 15 de noviembre de 2023 |
| Unión Berlín             | Marco Grote INT (12)    | 26 de noviembre de 2023 | Fin de interinidad | 17.º                 | Nenad Bjelica       | 26 de noviembre de 2023 |
| Colonia                  | Steffen Baumgart (1–16) | 22 de diciembre de 2023 | Despedido          | 17.º                 | Timo Schultz        | 4 de enero de 2023      |
| Maguncia 05              | Jan Siewert (10–21)     | 12 de febrero de 2024   | Despedido          | 17.º                 | Bo Henriksen        | 13 de febrero de 2024   |
| Wolfsburgo               | Niko Kovač (1–26)       | 17 de marzo de 2024     | Despedido          | 14.º                 | Ralph Hasenhüttl    | 17 de marzo de 2024     |
| Bochum                   | Thomas Letsch (1–28)    | 8 de abril de 2024      | Despedido          | 15.º                 | Heiko Butscher      | 9 de abril de 2024      |
| Unión Berlín             | Nenad Bjelica (13–32)   | 6 de mayo de 2024       | Despedido          | 15.º                 | Marco Grote INT     | 6 de mayo de 2024       |

### Equipos por estados federados
| Región                      | N.º | Equipos                                                                         |
| --------------------------- | --- | ------------------------------------------------------------------------------- |
| Renania del Norte-Westfalia | 5   | Bayer Leverkusen, Bochum, Borussia Dortmund, Borussia Mönchengladbach y Colonia |
| Baden-Wurtemberg            | 4   | Friburgo, Heidenheim, Hoffenheim y Stuttgart                                    |
| Baviera                     | 2   | Augsburgo y Bayern de Múnich                                                    |
| Hesse                       | 2   | Darmstadt 98 y Eintracht Fráncfort                                              |
| Baja Sajonia                | 1   | Wolfsburgo                                                                      |
| Berlín                      | 1   | Unión Berlín                                                                    |
| Bremen                      | 1   | Werder Bremen                                                                   |
| Renania-Palatinado          | 1   | Maguncia 05                                                                     |
| Sajonia                     | 1   | RB Leipzig                                                                      |

## Clasificación
| Pos. | Equipo                   | Pts. | PJ | G  | E  | P  | GF | GC | Dif. | Clasificación 2024-25                    |
| ---- | ------------------------ | ---- | -- | -- | -- | -- | -- | -- | ---- | ---------------------------------------- |
| 1    | Bayer Leverkusen (C)     | 90   | 34 | 28 | 6  | 0  | 89 | 24 | +65  | Fase de liga de la Liga de Campeones     |
| 2    | Stuttgart                | 73   | 34 | 23 | 4  | 7  | 78 | 39 | +39  | Fase de liga de la Liga de Campeones     |
| 3    | Bayern de Múnich         | 72   | 34 | 23 | 3  | 8  | 94 | 45 | +49  | Fase de liga de la Liga de Campeones     |
| 4    | RB Leipzig               | 65   | 34 | 19 | 8  | 7  | 77 | 39 | +38  | Fase de liga de la Liga de Campeones     |
| 5    | Borussia Dortmund        | 63   | 34 | 18 | 9  | 7  | 68 | 43 | +25  | Fase de liga de la Liga de Campeones     |
| 6    | Eintracht Fráncfort      | 47   | 34 | 11 | 14 | 9  | 51 | 50 | +1   | Fase de liga de la Liga Europa           |
| 7    | Hoffenheim               | 46   | 34 | 13 | 7  | 14 | 66 | 66 | 0    | Fase de liga de la Liga Europa           |
| 8    | Heidenheim               | 42   | 34 | 10 | 12 | 12 | 50 | 55 | −5   | Ronda de play-off de la Liga Conferencia |
| 9    | Werder Bremen            | 42   | 34 | 11 | 9  | 14 | 48 | 54 | −6   |                                          |
| 10   | Friburgo                 | 42   | 34 | 11 | 9  | 14 | 45 | 58 | −13  |                                          |
| 11   | Augsburgo                | 39   | 34 | 10 | 9  | 15 | 50 | 60 | −10  |                                          |
| 12   | Wolfsburgo               | 37   | 34 | 10 | 7  | 17 | 41 | 56 | −15  |                                          |
| 13   | Maguncia 05              | 35   | 34 | 7  | 14 | 13 | 39 | 51 | −12  |                                          |
| 14   | Borussia Mönchengladbach | 34   | 34 | 7  | 13 | 14 | 56 | 67 | −11  |                                          |
| 15   | Unión Berlín             | 33   | 34 | 9  | 6  | 19 | 33 | 58 | −25  |                                          |
| 16   | Bochum (O)               | 33   | 34 | 7  | 12 | 15 | 42 | 74 | −32  | Play-offs de promoción de categoría      |
| 17   | Colonia (D)              | 27   | 34 | 5  | 12 | 17 | 28 | 60 | −32  | Descenso a la 2. Bundesliga              |
| 18   | Darmstadt 98 (D)         | 17   | 34 | 3  | 8  | 23 | 30 | 86 | −56  | Descenso a la 2. Bundesliga              |

 Fuente: DFB
Criterios de clasificación: Puntos · Diferencia de goles · Goles a favor · Enfrentamientos directos
Notas:
1. ↑  La Bundesliga ganó un lugar adicional en la Liga de Campeones como resultado de que Alemania terminó como una de las dos federaciones con mayor coeficiente de puntos de la UEFA en 2023-24.[36][37]
2. ↑  Debido a que el campeón de la Copa de Alemania 2023-24 (Bayer Leverkusen) clasificó a la Liga de Campeones mediante su ubicación en la tabla de posiciones, el lugar que otorgó dicho torneo en la Liga Europa pasó al 7.° clasificado y por consiguiente, el cupo para la fase previa de la Liga Conferencia pasó al 8.° clasificado.

## Evolución de la clasificación
| Equipo                   | 01 | 02 | 03 | 04 | 05 | 06 | 07 | 08 | 09 | 10 | 11 | 12 | 13 | 14 | 15 | 16 | 17 | 18 | 19 | 20 | 21 | 22 | 23 | 24 | 25 | 26 | 27 | 28 | 29 | 30 | 31 | 32 | 33 | 34 |
| ------------------------ | -- | -- | -- | -- | -- | -- | -- | -- | -- | -- | -- | -- | -- | -- | -- | -- | -- | -- | -- | -- | -- | -- | -- | -- | -- | -- | -- | -- | -- | -- | -- | -- | -- | -- |
| Bayer Leverkusen         | 5  | 3  | 1  | 1  | 2  | 1  | 1  | 1  | 1  | 1  | 1  | 1  | 1  | 1  | 1  | 1  | 1  | 1  | 1  | 1  | 1  | 1  | 1  | 1  | 1  | 1  | 1  | 1  | 1  | 1  | 1  | 1  | 1  | 1  |
| Stuttgart                | 1  | 9  | 3  | 4  | 3  | 2  | 2  | 2  | 3  | 3  | 3  | 3  | 3  | 3  | 4  | 3  | 3  | 3  | 3  | 3  | 3  | 3  | 3  | 3  | 3  | 3  | 3  | 3  | 3  | 3  | 3  | 3  | 3  | 2  |
| Bayern de Múnich         | 2  | 2  | 2  | 2  | 1  | 3  | 3  | 3  | 2  | 2  | 2  | 2  | 2  | 2  | 2  | 2  | 2  | 2  | 2  | 2  | 2  | 2  | 2  | 2  | 2  | 2  | 2  | 2  | 2  | 2  | 2  | 2  | 2  | 3  |
| RB Leipzig               | 11 | 8  | 4  | 3  | 4  | 5  | 6  | 5  | 5  | 5  | 4  | 5  | 4  | 4  | 3  | 4  | 4  | 4  | 5  | 5  | 5  | 5  | 5  | 5  | 5  | 5  | 5  | 4  | 4  | 4  | 4  | 4  | 4  | 4  |
| Borussia Dortmund        | 8  | 6  | 9  | 7  | 6  | 4  | 4  | 4  | 4  | 4  | 5  | 4  | 5  | 5  | 5  | 5  | 5  | 5  | 4  | 4  | 4  | 4  | 4  | 4  | 4  | 4  | 4  | 5  | 5  | 5  | 5  | 5  | 5  | 5  |
| Eintracht Fráncfort      | 7  | 7  | 10 | 9  | 8  | 9  | 8  | 7  | 7  | 7  | 7  | 7  | 7  | 7  | 8  | 6  | 6  | 6  | 6  | 6  | 6  | 6  | 6  | 6  | 6  | 6  | 6  | 6  | 6  | 6  | 6  | 6  | 6  | 6  |
| Hoffenheim               | 12 | 10 | 6  | 5  | 5  | 6  | 5  | 6  | 6  | 6  | 6  | 6  | 6  | 6  | 7  | 7  | 8  | 8  | 8  | 8  | 8  | 9  | 7  | 7  | 7  | 8  | 9  | 8  | 9  | 9  | 9  | 8  | 7  | 7  |
| Heidenheim               | 15 | 16 | 15 | 11 | 13 | 10 | 10 | 11 | 13 | 13 | 13 | 13 | 14 | 13 | 12 | 9  | 9  | 9  | 10 | 10 | 9  | 10 | 10 | 11 | 11 | 11 | 11 | 10 | 10 | 10 | 10 | 10 | 9  | 8  |
| Werder Bremen            | 17 | 18 | 11 | 12 | 11 | 12 | 14 | 14 | 12 | 12 | 12 | 12 | 13 | 12 | 14 | 13 | 13 | 13 | 9  | 9  | 10 | 7  | 8  | 8  | 10 | 10 | 10 | 12 | 12 | 11 | 11 | 11 | 11 | 9  |
| Friburgo                 | 6  | 5  | 8  | 10 | 9  | 8  | 9  | 8  | 8  | 8  | 8  | 9  | 8  | 8  | 6  | 8  | 7  | 7  | 7  | 7  | 7  | 8  | 9  | 9  | 8  | 9  | 8  | 9  | 8  | 7  | 7  | 7  | 8  | 10 |
| Augsburgo                | 9  | 11 | 12 | 15 | 12 | 14 | 15 | 10 | 10 | 10 | 10 | 10 | 9  | 9  | 10 | 11 | 12 | 10 | 13 | 12 | 11 | 14 | 11 | 10 | 9  | 7  | 7  | 7  | 7  | 8  | 8  | 9  | 10 | 11 |
| Wolfsburgo               | 4  | 4  | 7  | 6  | 7  | 7  | 7  | 9  | 9  | 9  | 11 | 8  | 11 | 11 | 9  | 10 | 11 | 11 | 11 | 11 | 12 | 12 | 13 | 13 | 13 | 14 | 14 | 14 | 14 | 13 | 12 | 12 | 12 | 12 |
| Maguncia 05              | 16 | 13 | 17 | 18 | 18 | 18 | 17 | 18 | 18 | 17 | 16 | 16 | 17 | 17 | 17 | 16 | 16 | 16 | 17 | 17 | 17 | 17 | 17 | 17 | 17 | 16 | 16 | 16 | 16 | 15 | 16 | 16 | 15 | 13 |
| Borussia Mönchengladbach | 10 | 12 | 16 | 14 | 15 | 13 | 12 | 13 | 11 | 11 | 9  | 11 | 10 | 10 | 11 | 12 | 10 | 12 | 12 | 13 | 13 | 15 | 12 | 12 | 12 | 12 | 13 | 11 | 11 | 12 | 13 | 13 | 13 | 14 |
| Unión Berlín             | 3  | 1  | 5  | 8  | 10 | 11 | 13 | 15 | 15 | 16 | 18 | 17 | 18 | 15 | 15 | 15 | 15 | 15 | 15 | 15 | 15 | 13 | 14 | 14 | 14 | 13 | 12 | 13 | 13 | 14 | 14 | 15 | 16 | 15 |
| Bochum                   | 18 | 14 | 13 | 13 | 14 | 16 | 16 | 17 | 16 | 14 | 14 | 14 | 12 | 14 | 13 | 14 | 14 | 14 | 14 | 14 | 14 | 11 | 15 | 15 | 15 | 15 | 15 | 15 | 15 | 16 | 15 | 14 | 14 | 16 |
| Colonia                  | 13 | 15 | 14 | 16 | 16 | 17 | 18 | 16 | 17 | 18 | 17 | 18 | 15 | 16 | 16 | 17 | 17 | 17 | 16 | 16 | 16 | 16 | 16 | 16 | 16 | 17 | 17 | 17 | 17 | 17 | 17 | 17 | 17 | 17 |
| Darmstadt 98             | 14 | 17 | 18 | 17 | 17 | 15 | 11 | 12 | 14 | 15 | 15 | 15 | 16 | 18 | 18 | 18 | 18 | 18 | 18 | 18 | 18 | 18 | 18 | 18 | 18 | 18 | 18 | 18 | 18 | 18 | 18 | 18 | 18 | 18 |

| 1. 2. |

## Resultados
- Los horarios corresponden al huso horario de Alemania (Hora central europea): UTC+1 en horario estándar y UTC+2 en horario de verano.

### Primera vuelta
| Werder Bremen       | 0 – 4 | Bayern de Múnich         | Wohninvest Weserstadion        | 18 de agosto | 20:30 |
| Augsburgo           | 4 – 4 | Borussia Mönchengladbach | WWK Arena                      | 19 de agosto | 15:30 |
| Bayer Leverkusen    | 3 – 2 | RB Leipzig               | BayArena                       | 19 de agosto | 15:30 |
| Hoffenheim          | 1 – 2 | Friburgo                 | PreZero Arena                  | 19 de agosto | 15:30 |
| Stuttgart           | 5 – 0 | Bochum                   | Mercedes-Benz Arena            | 19 de agosto | 15:30 |
| Wolfsburgo          | 2 – 0 | Heidenheim               | Volkswagen-Arena               | 19 de agosto | 15:30 |
| Borussia Dortmund   | 1 – 0 | Colonia                  | Signal Iduna Park              | 19 de agosto | 18:30 |
| Unión Berlín        | 4 – 1 | Maguncia 05              | Stadion An der Alten Försterei | 20 de agosto | 15:30 |
| Eintracht Fráncfort | 1 – 0 | Darmstadt 98             | Deutsche Bank Park             | 20 de agosto | 17:30 |

| RB Leipzig               | 5 – 1 | Stuttgart           | Red Bull Arena                 | 25 de agosto | 20:30 |
| Bochum                   | 1 – 1 | Borussia Dortmund   | Vonovia Ruhrstadion            | 26 de agosto | 15:30 |
| Colonia                  | 1 – 2 | Wolfsburgo          | RheinEnergieStadion            | 26 de agosto | 15:30 |
| Darmstadt 98             | 1 – 4 | Unión Berlín        | Merck-Stadion am Böllenfalltor | 26 de agosto | 15:30 |
| Friburgo                 | 1 – 0 | Werder Bremen       | Europa-Park Stadion            | 26 de agosto | 15:30 |
| Heidenheim               | 2 – 3 | Hoffenheim          | Voith-Arena                    | 26 de agosto | 15:30 |
| Borussia Mönchengladbach | 0 – 3 | Bayer Leverkusen    | Borussia-Park                  | 26 de agosto | 18:30 |
| Maguncia 05              | 1 – 1 | Eintracht Fráncfort | Mewa Arena                     | 27 de agosto | 15:30 |
| Bayern de Múnich         | 3 – 1 | Augsburgo           | Allianz Arena                  | 27 de agosto | 17:30 |

| Borussia Dortmund        | 2 – 2 | Heidenheim       | Signal Iduna Park              | 1 de septiembre | 20:30 |
| Augsburgo                | 2 – 2 | Bochum           | WWK Arena                      | 2 de septiembre | 15:30 |
| Bayer Leverkusen         | 5 – 1 | Darmstadt 98     | BayArena                       | 2 de septiembre | 15:30 |
| Hoffenheim               | 3 – 1 | Wolfsburgo       | PreZero Arena                  | 2 de septiembre | 15:30 |
| Stuttgart                | 5 – 0 | Friburgo         | Mercedes-Benz Arena            | 2 de septiembre | 15:30 |
| Werder Bremen            | 4 – 0 | Maguncia 05      | Wohninvest Weserstadion        | 2 de septiembre | 15:30 |
| Borussia Mönchengladbach | 1 – 2 | Bayern de Múnich | Borussia-Park                  | 2 de septiembre | 18:30 |
| Eintracht Fráncfort      | 1 – 1 | Colonia          | Deutsche Bank Park             | 3 de septiembre | 15:30 |
| Unión Berlín             | 0 – 3 | RB Leipzig       | Stadion An der Alten Försterei | 3 de septiembre | 17:30 |

| Bayern de Múnich | 2 – 2 | Bayer Leverkusen         | Allianz Arena                  | 15 de septiembre | 20:30 |
| Colonia          | 1 – 3 | Hoffenheim               | RheinEnergieStadion            | 16 de septiembre | 15:30 |
| Friburgo         | 2 – 4 | Borussia Dortmund        | Europa-Park Stadion            | 16 de septiembre | 15:30 |
| Maguncia 05      | 1 – 3 | Stuttgart                | Mewa Arena                     | 16 de septiembre | 15:30 |
| RB Leipzig       | 3 – 0 | Augsburgo                | Red Bull Arena                 | 16 de septiembre | 15:30 |
| Wolfsburgo       | 2 – 1 | Unión Berlín             | Volkswagen-Arena               | 16 de septiembre | 15:30 |
| Bochum           | 1 – 1 | Eintracht Fráncfort      | Vonovia Ruhrstadion            | 16 de septiembre | 18:30 |
| Heidenheim       | 4 – 2 | Werder Bremen            | Voith-Arena                    | 17 de septiembre | 15:30 |
| Darmstadt 98     | 3 – 3 | Borussia Mönchengladbach | Merck-Stadion am Böllenfalltor | 17 de septiembre | 17:30 |

| Stuttgart                | 3 – 1 | Darmstadt 98 | Mercedes-Benz Arena            | 22 de septiembre | 20:30 |
| Augsburgo                | 2 – 1 | Maguncia 05  | WWK Arena                      | 23 de septiembre | 15:30 |
| Bayern de Múnich         | 7 – 0 | Bochum       | Allianz Arena                  | 23 de septiembre | 15:30 |
| Borussia Dortmund        | 1 – 0 | Wolfsburgo   | Signal Iduna Park              | 23 de septiembre | 15:30 |
| Borussia Mönchengladbach | 0 – 1 | RB Leipzig   | Borussia-Park                  | 23 de septiembre | 15:30 |
| Unión Berlín             | 0 – 2 | Hoffenheim   | Stadion An der Alten Försterei | 23 de septiembre | 15:30 |
| Werder Bremen            | 2 – 1 | Colonia      | Wohninvest Weserstadion        | 23 de septiembre | 18:30 |
| Bayer Leverkusen         | 4 – 1 | Heidenheim   | BayArena                       | 24 de septiembre | 15:30 |
| Eintracht Fráncfort      | 0 – 0 | Friburgo     | Deutsche Bank Park             | 24 de septiembre | 17:30 |

| Hoffenheim   | 1 – 3 | Borussia Dortmund        | PreZero Arena                  | 29 de septiembre | 20:30 |
| Bochum       | 1 – 3 | Borussia Mönchengladbach | Vonovia Ruhrstadion            | 30 de septiembre | 15:30 |
| Colonia      | 0 – 2 | Stuttgart                | RheinEnergieStadion            | 30 de septiembre | 15:30 |
| Heidenheim   | 1 – 0 | Unión Berlín             | Voith-Arena                    | 30 de septiembre | 15:30 |
| Maguncia 05  | 0 – 3 | Bayer Leverkusen         | Mewa Arena                     | 30 de septiembre | 15:30 |
| Wolfsburgo   | 2 – 0 | Eintracht Fráncfort      | Volkswagen-Arena               | 30 de septiembre | 15:30 |
| RB Leipzig   | 2 – 2 | Bayern de Múnich         | Red Bull Arena                 | 30 de septiembre | 18:30 |
| Darmstadt 98 | 4 – 2 | Werder Bremen            | Merck-Stadion am Böllenfalltor | 1 de octubre     | 15:30 |
| Friburgo     | 2 – 0 | Augsburgo                | Europa-Park Stadion            | 1 de octubre     | 17:30 |

| Borussia Mönchengladbach | 2 – 2 | Maguncia 05  | Borussia-Park           | 6 de octubre | 20:30 |
| Augsburgo                | 1 – 2 | Darmstadt 98 | WWK Arena               | 7 de octubre | 15:30 |
| Borussia Dortmund        | 4 – 2 | Unión Berlín | Signal Iduna Park       | 7 de octubre | 15:30 |
| RB Leipzig               | 0 – 0 | Bochum       | Red Bull Arena          | 7 de octubre | 15:30 |
| Stuttgart                | 3 – 1 | Wolfsburgo   | Mercedes-Benz Arena     | 7 de octubre | 15:30 |
| Werder Bremen            | 2 – 3 | Hoffenheim   | Wohninvest Weserstadion | 7 de octubre | 18:30 |
| Bayer Leverkusen         | 3 – 0 | Colonia      | BayArena                | 8 de octubre | 15:30 |
| Bayern de Múnich         | 3 – 0 | Friburgo     | Allianz Arena           | 8 de octubre | 17:30 |
| Eintracht Fráncfort      | 2 – 0 | Heidenheim   | Deutsche Bank Park      | 8 de octubre | 19:30 |

| Borussia Dortmund | 1 – 0 | Werder Bremen            | Signal Iduna Park              | 20 de octubre | 20:30 |
| Darmstadt 98      | 1 – 3 | RB Leipzig               | Merck-Stadion am Böllenfalltor | 21 de octubre | 15:30 |
| Friburgo          | 2 – 1 | Bochum                   | Europa-Park Stadion            | 21 de octubre | 15:30 |
| Hoffenheim        | 1 – 3 | Eintracht Fráncfort      | PreZero Arena                  | 21 de octubre | 15:30 |
| Unión Berlín      | 0 – 3 | Stuttgart                | Stadion An der Alten Försterei | 21 de octubre | 15:30 |
| Wolfsburgo        | 1 – 2 | Bayer Leverkusen         | Volkswagen-Arena               | 21 de octubre | 15:30 |
| Maguncia 05       | 1 – 3 | Bayern de Múnich         | Mewa Arena                     | 21 de octubre | 18:30 |
| Colonia           | 3 – 1 | Borussia Mönchengladbach | RheinEnergieStadion            | 22 de octubre | 15:30 |
| Heidenheim        | 2 – 5 | Augsburgo                | Voith-Arena                    | 22 de octubre | 17:30 |

| Bochum                   | 2 – 2 | Maguncia 05       | Vonovia Ruhrstadion     | 27 de octubre | 20:30 |
| Augsburgo                | 3 – 2 | Wolfsburgo        | WWK Arena               | 28 de octubre | 15:30 |
| Bayern de Múnich         | 8 – 0 | Darmstadt 98      | Allianz Arena           | 28 de octubre | 15:30 |
| Borussia Mönchengladbach | 2 – 1 | Heidenheim        | Borussia-Park           | 28 de octubre | 15:30 |
| Stuttgart                | 2 – 3 | Hoffenheim        | Mercedes-Benz Arena     | 28 de octubre | 15:30 |
| Werder Bremen            | 2 – 0 | Unión Berlín      | Wohninvest Weserstadion | 28 de octubre | 15:30 |
| RB Leipzig               | 6 – 0 | Colonia           | Red Bull Arena          | 28 de octubre | 18:30 |
| Eintracht Fráncfort      | 3 – 3 | Borussia Dortmund | Deutsche Bank Park      | 29 de octubre | 15:30 |
| Bayer Leverkusen         | 2 – 1 | Friburgo          | BayArena                | 29 de octubre | 17:30 |

| Darmstadt 98      | 1 – 2 | Bochum                   | Merck-Stadion am Böllenfalltor | 3 de noviembre | 20:30 |
| Colonia           | 1 – 1 | Augsburgo                | RheinEnergieStadion            | 4 de noviembre | 15:30 |
| Friburgo          | 3 – 3 | Borussia Mönchengladbach | Europa-Park Stadion            | 4 de noviembre | 15:30 |
| Hoffenheim        | 2 – 3 | Bayer Leverkusen         | PreZero Arena                  | 4 de noviembre | 15:30 |
| Maguncia 05       | 2 – 0 | RB Leipzig               | Mewa Arena                     | 4 de noviembre | 15:30 |
| Unión Berlín      | 0 – 3 | Eintracht Fráncfort      | Stadion An der Alten Försterei | 4 de noviembre | 15:30 |
| Borussia Dortmund | 0 – 4 | Bayern de Múnich         | Signal Iduna Park              | 4 de noviembre | 18:30 |
| Wolfsburgo        | 2 – 2 | Werder Bremen            | Volkswagen-Arena               | 5 de noviembre | 15:30 |
| Heidenheim        | 2 – 0 | Stuttgart                | Voith-Arena                    | 5 de noviembre | 17:30 |

| Borussia Mönchengladbach | 4 – 0 | Wolfsburgo          | Borussia-Park                  | 10 de noviembre | 20:30 |
| Augsburgo                | 1 – 1 | Hoffenheim          | WWK Arena                      | 11 de noviembre | 15:30 |
| Bayern de Múnich         | 4 – 2 | Heidenheim          | Allianz Arena                  | 11 de noviembre | 15:30 |
| Darmstadt 98             | 0 – 0 | Maguncia 05         | Merck-Stadion am Böllenfalltor | 11 de noviembre | 15:30 |
| Stuttgart                | 2 – 1 | Borussia Dortmund   | Mercedes-Benz Arena            | 11 de noviembre | 15:30 |
| Bochum                   | 1 – 1 | Colonia             | Vonovia Ruhrstadion            | 11 de noviembre | 18:30 |
| Bayer Leverkusen         | 4 – 0 | Unión Berlín        | BayArena                       | 12 de noviembre | 15:30 |
| Werder Bremen            | 2 – 2 | Eintracht Fráncfort | Wohninvest Weserstadion        | 12 de noviembre | 17:30 |
| RB Leipzig               | 3 – 1 | Friburgo            | Red Bull Arena                 | 12 de noviembre | 19:30 |

| Colonia             | 0 – 1 | Bayern de Múnich         | RheinEnergieStadion            | 24 de noviembre | 20:30 |
| Borussia Dortmund   | 4 – 2 | Borussia Mönchengladbach | Signal Iduna Park              | 25 de noviembre | 15:30 |
| Friburgo            | 1 – 1 | Darmstadt 98             | Europa-Park Stadion            | 25 de noviembre | 15:30 |
| Unión Berlín        | 1 – 1 | Augsburgo                | Stadion An der Alten Försterei | 25 de noviembre | 15:30 |
| Werder Bremen       | 0 – 3 | Bayer Leverkusen         | Wohninvest Weserstadion        | 25 de noviembre | 15:30 |
| Wolfsburgo          | 2 – 1 | RB Leipzig               | Volkswagen-Arena               | 25 de noviembre | 15:30 |
| Eintracht Fráncfort | 1 – 2 | Stuttgart                | Deutsche Bank Park             | 25 de noviembre | 18:30 |
| Heidenheim          | 0 – 0 | Bochum                   | Voith-Arena                    | 26 de noviembre | 15:30 |
| Hoffenheim          | 1 – 1 | Maguncia 05              | PreZero Arena                  | 26 de noviembre | 17:30 |

| Darmstadt 98             | 0 – 1 | Colonia             | Merck-Stadion am Böllenfalltor | 1 de diciembre | 20:30 |
| Bochum                   | 3 – 1 | Wolfsburgo          | Vonovia Ruhrstadion            | 2 de diciembre | 15:30 |
| Borussia Mönchengladbach | 2 – 1 | Hoffenheim          | Borussia-Park                  | 2 de diciembre | 15:30 |
| RB Leipzig               | 2 – 1 | Heidenheim          | Red Bull Arena                 | 2 de diciembre | 15:30 |
| Stuttgart                | 2 – 0 | Werder Bremen       | Mercedes-Benz Arena            | 2 de diciembre | 18:30 |
| Maguncia 05              | 0 – 1 | Friburgo            | Mewa Arena                     | 3 de diciembre | 15:30 |
| Bayer Leverkusen         | 1 – 1 | Borussia Dortmund   | BayArena                       | 3 de diciembre | 17:30 |
| Augsburgo                | 2 – 1 | Eintracht Fráncfort | WWK Arena                      | 3 de diciembre | 19:30 |
| Bayern de Múnich         | 1 – 0 | Unión Berlín        | Allianz Arena                  | 24 de enero    | 20:30 |

| Hoffenheim          | 3 – 1 | Bochum                   | PreZero Arena                  | 8 de diciembre  | 20:30 |
| Eintracht Fráncfort | 5 – 1 | Bayern de Múnich         | Deutsche Bank Park             | 9 de diciembre  | 15:30 |
| Heidenheim          | 3 – 2 | Darmstadt 98             | Voith-Arena                    | 9 de diciembre  | 15:30 |
| Unión Berlín        | 3 – 1 | Borussia Mönchengladbach | Stadion An der Alten Försterei | 9 de diciembre  | 15:30 |
| Werder Bremen       | 2 – 0 | Augsburgo                | Wohninvest Weserstadion        | 9 de diciembre  | 15:30 |
| Wolfsburgo          | 0 – 1 | Friburgo                 | Volkswagen-Arena               | 9 de diciembre  | 15:30 |
| Borussia Dortmund   | 2 – 3 | RB Leipzig               | Signal Iduna Park              | 9 de diciembre  | 18:30 |
| Stuttgart           | 1 – 1 | Bayer Leverkusen         | Mercedes-Benz Arena            | 10 de diciembre | 15:30 |
| Colonia             | 0 – 0 | Maguncia 05              | RheinEnergieStadion            | 10 de diciembre | 17:30 |

| Borussia Mönchengladbach | 2 – 2 | Werder Bremen       | Borussia-Park                  | 15 de diciembre | 20:30 |
| Augsburgo                | 1 – 1 | Borussia Dortmund   | WWK Arena                      | 16 de diciembre | 15:30 |
| Bochum                   | 3 – 0 | Unión Berlín        | Vonovia Ruhrstadion            | 16 de diciembre | 15:30 |
| Darmstadt 98             | 0 – 1 | Wolfsburgo          | Merck-Stadion am Böllenfalltor | 16 de diciembre | 15:30 |
| Maguncia 05              | 0 – 1 | Heidenheim          | Mewa Arena                     | 16 de diciembre | 15:30 |
| RB Leipzig               | 3 – 1 | Hoffenheim          | Red Bull Arena                 | 16 de diciembre | 18:30 |
| Friburgo                 | 2 – 0 | Colonia             | Europa-Park Stadion            | 17 de diciembre | 15:30 |
| Bayer Leverkusen         | 3 – 0 | Eintracht Fráncfort | BayArena                       | 17 de diciembre | 17:30 |
| Bayern de Múnich         | 3 – 0 | Stuttgart           | Allianz Arena                  | 17 de diciembre | 19:30 |

| Werder Bremen       | 1 – 1 | RB Leipzig               | Wohninvest Weserstadion        | 19 de diciembre | 18:30 |
| Borussia Dortmund   | 1 – 1 | Maguncia 05              | Signal Iduna Park              | 19 de diciembre | 20:30 |
| Hoffenheim          | 3 – 3 | Darmstadt 98             | PreZero Arena                  | 19 de diciembre | 20:30 |
| Unión Berlín        | 2 – 0 | Colonia                  | Stadion An der Alten Försterei | 20 de diciembre | 18:30 |
| Bayer Leverkusen    | 4 – 0 | Bochum                   | BayArena                       | 20 de diciembre | 20:30 |
| Eintracht Fráncfort | 2 – 1 | Borussia Mönchengladbach | Deutsche Bank Park             | 20 de diciembre | 20:30 |
| Heidenheim          | 3 – 2 | Friburgo                 | Voith-Arena                    | 20 de diciembre | 20:30 |
| Stuttgart           | 3 – 0 | Augsburgo                | Mercedes-Benz Arena            | 20 de diciembre | 20:30 |
| Wolfsburgo          | 1 – 2 | Bayern de Múnich         | Volkswagen-Arena               | 20 de diciembre | 20:30 |

| Bayern de Múnich         | 3 – 0 | Hoffenheim          | Allianz Arena                  | 12 de enero | 20:30 |
| Augsburgo                | 0 – 1 | Bayer Leverkusen    | WWK Arena                      | 13 de enero | 15:30 |
| Colonia                  | 1 – 1 | Heidenheim          | RheinEnergieStadion            | 13 de enero | 15:30 |
| Friburgo                 | 0 – 0 | Unión Berlín        | Europa-Park Stadion            | 13 de enero | 15:30 |
| Maguncia 05              | 1 – 1 | Wolfsburgo          | Mewa Arena                     | 13 de enero | 15:30 |
| RB Leipzig               | 0 – 1 | Eintracht Fráncfort | Red Bull Arena                 | 13 de enero | 15:30 |
| Darmstadt 98             | 0 – 3 | Borussia Dortmund   | Merck-Stadion am Böllenfalltor | 13 de enero | 18:30 |
| Bochum                   | 1 – 1 | Werder Bremen       | Vonovia Ruhrstadion            | 14 de enero | 15:30 |
| Borussia Mönchengladbach | 3 – 1 | Stuttgart           | Borussia-Park                  | 14 de enero | 17:30 |

### Segunda vuelta
| Bochum                   | 1 – 0 | Stuttgart           | Vonovia Ruhrstadion            | 20 de enero  | 15:30 |
| Colonia                  | 0 – 4 | Borussia Dortmund   | RheinEnergieStadion            | 20 de enero  | 15:30 |
| Darmstadt 98             | 2 – 2 | Eintracht Fráncfort | Merck-Stadion am Böllenfalltor | 20 de enero  | 15:30 |
| Friburgo                 | 3 – 2 | Hoffenheim          | Europa-Park Stadion            | 20 de enero  | 15:30 |
| Heidenheim               | 1 – 1 | Wolfsburgo          | Voith-Arena                    | 20 de enero  | 15:30 |
| RB Leipzig               | 2 – 3 | Bayer Leverkusen    | Red Bull Arena                 | 20 de enero  | 18:30 |
| Bayern de Múnich         | 0 – 1 | Werder Bremen       | Allianz Arena                  | 21 de enero  | 15:30 |
| Borussia Mönchengladbach | 1 – 2 | Augsburgo           | Borussia-Park                  | 21 de enero  | 17:30 |
| Maguncia 05              | 1 – 1 | Unión Berlín        | Mewa Arena                     | 7 de febrero | 18:30 |

| Eintracht Fráncfort | 1 – 0 | Maguncia 05              | Deutsche Bank Park             | 26 de enero | 20:30 |
| Augsburgo           | 2 – 3 | Bayern de Múnich         | WWK Arena                      | 27 de enero | 15:30 |
| Hoffenheim          | 1 – 1 | Heidenheim               | PreZero Arena                  | 27 de enero | 15:30 |
| Stuttgart           | 5 – 2 | RB Leipzig               | Mercedes-Benz Arena            | 27 de enero | 15:30 |
| Werder Bremen       | 3 – 1 | Friburgo                 | Wohninvest Weserstadion        | 27 de enero | 15:30 |
| Wolfsburgo          | 1 – 1 | Colonia                  | Volkswagen-Arena               | 27 de enero | 15:30 |
| Bayer Leverkusen    | 0 – 0 | Borussia Mönchengladbach | BayArena                       | 27 de enero | 18:30 |
| Unión Berlín        | 1 – 0 | Darmstadt 98             | Stadion An der Alten Försterei | 28 de enero | 15:30 |
| Borussia Dortmund   | 3 – 1 | Bochum                   | Signal Iduna Park              | 28 de enero | 17:30 |

| Heidenheim       | 0 – 0 | Borussia Dortmund        | Voith-Arena                    | 2 de febrero | 20:30 |
| Bayern de Múnich | 3 – 1 | Borussia Mönchengladbach | Allianz Arena                  | 3 de febrero | 15:30 |
| Bochum           | 1 – 1 | Augsburgo                | Vonovia Ruhrstadion            | 3 de febrero | 15:30 |
| Darmstadt 98     | 0 – 2 | Bayer Leverkusen         | Merck-Stadion am Böllenfalltor | 3 de febrero | 15:30 |
| Friburgo         | 1 – 3 | Stuttgart                | Europa-Park Stadion            | 3 de febrero | 15:30 |
| Maguncia 05      | 0 – 1 | Werder Bremen            | Mewa Arena                     | 3 de febrero | 15:30 |
| Colonia          | 2 – 0 | Eintracht Fráncfort      | RheinEnergieStadion            | 3 de febrero | 18:30 |
| Wolfsburgo       | 2 – 2 | Hoffenheim               | Volkswagen-Arena               | 4 de febrero | 15:30 |
| RB Leipzig       | 2 – 0 | Unión Berlín             | Red Bull Arena                 | 4 de febrero | 17:30 |

| Borussia Dortmund        | 3 – 0 | Friburgo         | Signal Iduna Park              | 9 de febrero  | 20:30 |
| Augsburgo                | 2 – 2 | RB Leipzig       | WWK Arena                      | 10 de febrero | 15:30 |
| Borussia Mönchengladbach | 0 – 0 | Darmstadt 98     | Borussia-Park                  | 10 de febrero | 15:30 |
| Eintracht Fráncfort      | 1 – 1 | Bochum           | Deutsche Bank Park             | 10 de febrero | 15:30 |
| Unión Berlín             | 1 – 0 | Wolfsburgo       | Stadion An der Alten Försterei | 10 de febrero | 15:30 |
| Werder Bremen            | 1 – 2 | Heidenheim       | Wohninvest Weserstadion        | 10 de febrero | 15:30 |
| Bayer Leverkusen         | 3 – 0 | Bayern de Múnich | BayArena                       | 10 de febrero | 18:30 |
| Stuttgart                | 3 – 1 | Maguncia 05      | Mercedes-Benz Arena            | 11 de febrero | 15:30 |
| Hoffenheim               | 1 – 1 | Colonia          | PreZero Arena                  | 11 de febrero | 17:30 |

| Colonia      | 0 – 1 | Werder Bremen            | RheinEnergieStadion            | 16 de febrero | 20:30 |
| Darmstadt 98 | 1 – 2 | Stuttgart                | Merck-Stadion am Böllenfalltor | 17 de febrero | 15:30 |
| Heidenheim   | 1 – 2 | Bayer Leverkusen         | Voith-Arena                    | 17 de febrero | 15:30 |
| Hoffenheim   | 0 – 1 | Unión Berlín             | PreZero Arena                  | 17 de febrero | 15:30 |
| Maguncia 05  | 1 – 0 | Augsburgo                | Mewa Arena                     | 17 de febrero | 15:30 |
| Wolfsburgo   | 1 – 1 | Borussia Dortmund        | Volkswagen-Arena               | 17 de febrero | 15:30 |
| RB Leipzig   | 2 – 0 | Borussia Mönchengladbach | Red Bull Arena                 | 17 de febrero | 18:30 |
| Friburgo     | 3 – 3 | Eintracht Fráncfort      | Europa-Park Stadion            | 18 de febrero | 15:30 |
| Bochum       | 3 – 2 | Bayern de Múnich         | Vonovia Ruhrstadion            | 18 de febrero | 17:30 |

| Bayer Leverkusen         | 2 – 1 | Maguncia 05  | BayArena                       | 23 de febrero | 20:30 |
| Borussia Mönchengladbach | 5 – 2 | Bochum       | Borussia-Park                  | 24 de febrero | 15:30 |
| Stuttgart                | 1 – 1 | Colonia      | Mercedes-Benz Arena            | 24 de febrero | 15:30 |
| Unión Berlín             | 2 – 2 | Heidenheim   | Stadion An der Alten Försterei | 24 de febrero | 15:30 |
| Werder Bremen            | 1 – 1 | Darmstadt 98 | Wohninvest Weserstadion        | 24 de febrero | 15:30 |
| Bayern de Múnich         | 2 – 1 | RB Leipzig   | Allianz Arena                  | 24 de febrero | 18:30 |
| Eintracht Fráncfort      | 2 – 2 | Wolfsburgo   | Deutsche Bank Park             | 25 de febrero | 15:30 |
| Borussia Dortmund        | 2 – 3 | Hoffenheim   | Signal Iduna Park              | 25 de febrero | 17:30 |
| Augsburgo                | 2 – 1 | Friburgo     | WWK Arena                      | 25 de febrero | 19:30 |

| Friburgo     | 2 – 2 | Bayern de Múnich         | Europa-Park Stadion            | 1 de marzo | 20:30 |
| Unión Berlín | 0 – 2 | Borussia Dortmund        | Stadion An der Alten Försterei | 2 de marzo | 15:30 |
| Maguncia 05  | 1 – 1 | Borussia Mönchengladbach | Mewa Arena                     | 2 de marzo | 15:30 |
| Bochum       | 1 – 4 | RB Leipzig               | Vonovia Ruhrstadion            | 2 de marzo | 15:30 |
| Heidenheim   | 1 – 2 | Eintracht Fráncfort      | Voith-Arena                    | 2 de marzo | 15:30 |
| Darmstadt 98 | 0 – 6 | Augsburgo                | Merck-Stadion am Böllenfalltor | 2 de marzo | 15:30 |
| Wolfsburgo   | 2 – 3 | Stuttgart                | Volkswagen-Arena               | 2 de marzo | 18:30 |
| Colonia      | 0 – 2 | Bayer Leverkusen         | RheinEnergieStadion            | 3 de marzo | 15:30 |
| Hoffenheim   | 2 – 1 | Werder Bremen            | PreZero Arena                  | 3 de marzo | 17:30 |

| Stuttgart                | 2 – 0 | Unión Berlín      | Mercedes-Benz Arena     | 8 de marzo  | 20:30 |
| Bayern de Múnich         | 8 – 1 | Maguncia 05       | Allianz Arena           | 9 de marzo  | 15:30 |
| RB Leipzig               | 2 – 0 | Darmstadt 98      | Red Bull Arena          | 9 de marzo  | 15:30 |
| Borussia Mönchengladbach | 3 – 3 | Colonia           | Borussia-Park           | 9 de marzo  | 15:30 |
| Augsburgo                | 1 – 0 | Heidenheim        | WWK Arena               | 9 de marzo  | 15:30 |
| Werder Bremen            | 1 – 2 | Borussia Dortmund | Wohninvest Weserstadion | 9 de marzo  | 18:30 |
| Bochum                   | 1 – 2 | Friburgo          | Vonovia Ruhrstadion     | 10 de marzo | 15:30 |
| Eintracht Fráncfort      | 3 – 1 | Hoffenheim        | Deutsche Bank Park      | 10 de marzo | 17:30 |
| Bayer Leverkusen         | 2 – 0 | Wolfsburgo        | BayArena                | 10 de marzo | 19:30 |

| Colonia           | 1 – 5 | RB Leipzig               | RheinEnergieStadion            | 15 de marzo | 20:30 |
| Unión Berlín      | 2 – 1 | Werder Bremen            | Stadion An der Alten Försterei | 16 de marzo | 15:30 |
| Wolfsburgo        | 1 – 3 | Augsburgo                | Volkswagen-Arena               | 16 de marzo | 15:30 |
| Maguncia 05       | 2 – 0 | Bochum                   | Mewa Arena                     | 16 de marzo | 15:30 |
| Heidenheim        | 1 – 1 | Borussia Mönchengladbach | Voith-Arena                    | 16 de marzo | 15:30 |
| Darmstadt 98      | 2 – 5 | Bayern de Múnich         | Merck-Stadion am Böllenfalltor | 16 de marzo | 15:30 |
| Hoffenheim        | 0 – 3 | Stuttgart                | PreZero Arena                  | 16 de marzo | 18:30 |
| Friburgo          | 2 – 3 | Bayer Leverkusen         | Europa-Park Stadion            | 17 de marzo | 15:30 |
| Borussia Dortmund | 3 – 1 | Eintracht Fráncfort      | Signal Iduna Park              | 17 de marzo | 17:30 |

| RB Leipzig               | 0 – 0 | Maguncia 05       | Red Bull Arena          | 30 de marzo | 15:30 |
| Bayer Leverkusen         | 2 – 1 | Hoffenheim        | BayArena                | 30 de marzo | 15:30 |
| Eintracht Fráncfort      | 0 – 0 | Unión Berlín      | Deutsche Bank Park      | 30 de marzo | 15:30 |
| Borussia Mönchengladbach | 0 – 3 | Friburgo          | Borussia-Park           | 30 de marzo | 15:30 |
| Werder Bremen            | 0 – 2 | Wolfsburgo        | Wohninvest Weserstadion | 30 de marzo | 15:30 |
| Bayern de Múnich         | 0 – 2 | Borussia Dortmund | Allianz Arena           | 30 de marzo | 18:30 |
| Augsburgo                | 1 – 1 | Colonia           | WWK Arena               | 31 de marzo | 15:30 |
| Stuttgart                | 3 – 3 | Heidenheim        | Mercedes-Benz Arena     | 31 de marzo | 17:30 |
| Bochum                   | 2 – 2 | Darmstadt 98      | Vonovia Ruhrstadion     | 31 de marzo | 19:30 |

| Eintracht Fráncfort | 1 – 1 | Werder Bremen            | Deutsche Bank Park             | 5 de abril | 20:30 |
| Unión Berlín        | 0 – 1 | Bayer Leverkusen         | Stadion An der Alten Försterei | 6 de abril | 15:30 |
| Friburgo            | 1 – 4 | RB Leipzig               | Europa-Park Stadion            | 6 de abril | 15:30 |
| Maguncia 05         | 4 – 0 | Darmstadt 98             | Mewa Arena                     | 6 de abril | 15:30 |
| Colonia             | 2 – 1 | Bochum                   | RheinEnergieStadion            | 6 de abril | 15:30 |
| Heidenheim          | 3 – 2 | Bayern de Múnich         | Voith-Arena                    | 6 de abril | 15:30 |
| Borussia Dortmund   | 0 – 1 | Stuttgart                | Signal Iduna Park              | 6 de abril | 18:30 |
| Hoffenheim          | 3 – 1 | Augsburgo                | PreZero Arena                  | 7 de abril | 15:30 |
| Wolfsburgo          | 1 – 3 | Borussia Mönchengladbach | Volkswagen-Arena               | 7 de abril | 17:30 |

| Augsburgo                | 2 – 0 | Unión Berlín        | WWK Arena                      | 12 de abril | 20:30 |
| Bayern de Múnich         | 2 – 0 | Colonia             | Allianz Arena                  | 13 de abril | 15:30 |
| RB Leipzig               | 3 – 0 | Wolfsburgo          | Red Bull Arena                 | 13 de abril | 15:30 |
| Maguncia 05              | 4 – 1 | Hoffenheim          | Mewa Arena                     | 13 de abril | 15:30 |
| Borussia Mönchengladbach | 1 – 2 | Borussia Dortmund   | Borussia-Park                  | 13 de abril | 15:30 |
| Bochum                   | 1 – 1 | Heidenheim          | Vonovia Ruhrstadion            | 13 de abril | 15:30 |
| Stuttgart                | 3 – 0 | Eintracht Fráncfort | Mercedes-Benz Arena            | 13 de abril | 18:30 |
| Darmstadt 98             | 0 – 1 | Friburgo            | Merck-Stadion am Böllenfalltor | 14 de abril | 15:30 |
| Bayer Leverkusen (C)     | 5 – 0 | Werder Bremen       | BayArena                       | 14 de abril | 17:30 |

| Eintracht Fráncfort | 3 – 1 | Augsburgo                | Deutsche Bank Park             | 19 de abril | 20:30 |
| Wolfsburgo          | 1 – 0 | Bochum                   | Volkswagen-Arena               | 20 de abril | 15:30 |
| Colonia             | 0 – 2 | Darmstadt 98             | RheinEnergieStadion            | 20 de abril | 15:30 |
| Hoffenheim          | 4 – 3 | Borussia Mönchengladbach | PreZero Arena                  | 20 de abril | 15:30 |
| Heidenheim          | 1 – 2 | RB Leipzig               | Voith-Arena                    | 20 de abril | 15:30 |
| Unión Berlín        | 1 – 5 | Bayern de Múnich         | Stadion An der Alten Försterei | 20 de abril | 18:30 |
| Werder Bremen       | 2 – 1 | Stuttgart                | Wohninvest Weserstadion        | 21 de abril | 15:30 |
| Borussia Dortmund   | 1 – 1 | Bayer Leverkusen         | Signal Iduna Park              | 21 de abril | 17:30 |
| Friburgo            | 1 – 1 | Maguncia 05              | Europa-Park Stadion            | 21 de abril | 19:30 |

| Bochum                   | 3 – 2 | Hoffenheim          | Vonovia Ruhrstadion            | 26 de abril | 20:30 |
| Bayern de Múnich         | 2 – 1 | Eintracht Fráncfort | Allianz Arena                  | 27 de abril | 15:30 |
| RB Leipzig               | 4 – 1 | Borussia Dortmund   | Red Bull Arena                 | 27 de abril | 15:30 |
| Friburgo                 | 1 – 2 | Wolfsburgo          | Europa-Park Stadion            | 27 de abril | 15:30 |
| Augsburgo                | 0 – 3 | Werder Bremen       | WWK Arena                      | 27 de abril | 15:30 |
| Bayer Leverkusen         | 2 – 2 | Stuttgart           | BayArena                       | 27 de abril | 18:30 |
| Borussia Mönchengladbach | 0 – 0 | Unión Berlín        | Borussia-Park                  | 28 de abril | 15:30 |
| Maguncia 05              | 1 – 1 | Colonia             | Mewa Arena                     | 28 de abril | 17:30 |
| Darmstadt 98             | 0 – 1 | Heidenheim          | Merck-Stadion am Böllenfalltor | 28 de abril | 19:30 |

| Hoffenheim          | 1 – 1 | RB Leipzig               | PreZero Arena                  | 3 de mayo | 20:30 |
| Borussia Dortmund   | 5 – 1 | Augsburgo                | Signal Iduna Park              | 4 de mayo | 15:30 |
| Wolfsburgo          | 3 – 0 | Darmstadt 98             | Volkswagen-Arena               | 4 de mayo | 15:30 |
| Werder Bremen       | 2 – 2 | Borussia Mönchengladbach | Wohninvest Weserstadion        | 4 de mayo | 15:30 |
| Stuttgart           | 3 – 1 | Bayern de Múnich         | Mercedes-Benz Arena            | 4 de mayo | 15:30 |
| Colonia             | 0 – 0 | Friburgo                 | RheinEnergieStadion            | 4 de mayo | 18:30 |
| Unión Berlín        | 3 – 4 | Bochum                   | Stadion An der Alten Försterei | 5 de mayo | 15:30 |
| Eintracht Fráncfort | 1 – 5 | Bayer Leverkusen         | Deutsche Bank Park             | 5 de mayo | 17:30 |
| Heidenheim          | 1 – 1 | Maguncia 05              | Voith-Arena                    | 5 de mayo | 19:30 |

| Augsburgo                | 0 – 1 | Stuttgart           | WWK Arena                      | 10 de mayo | 20:30 |
| RB Leipzig               | 1 – 1 | Werder Bremen       | Red Bull Arena                 | 11 de mayo | 15:30 |
| Friburgo                 | 1 – 1 | Heidenheim          | Europa-Park Stadion            | 11 de mayo | 15:30 |
| Borussia Mönchengladbach | 1 – 1 | Eintracht Fráncfort | Borussia-Park                  | 11 de mayo | 15:30 |
| Colonia                  | 3 – 2 | Unión Berlín        | RheinEnergieStadion            | 11 de mayo | 15:30 |
| Maguncia 05              | 3 – 0 | Borussia Dortmund   | Mewa Arena                     | 11 de mayo | 18:30 |
| Darmstadt 98             | 0 – 6 | Hoffenheim          | Merck-Stadion am Böllenfalltor | 12 de mayo | 15:30 |
| Bayern de Múnich         | 2 – 0 | Wolfsburgo          | Allianz Arena                  | 12 de mayo | 17:30 |
| Bochum                   | 0 – 5 | Bayer Leverkusen    | Vonovia Ruhrstadion            | 12 de mayo | 19:30 |

| Borussia Dortmund   | 4 – 0 | Darmstadt 98             | Signal Iduna Park              | 18 de mayo | 15:30 |
| Unión Berlín        | 2 – 1 | Friburgo                 | Stadion An der Alten Försterei | 18 de mayo | 15:30 |
| Bayer Leverkusen    | 2 – 1 | Augsburgo                | BayArena                       | 18 de mayo | 15:30 |
| Eintracht Fráncfort | 2 – 2 | RB Leipzig               | Deutsche Bank Park             | 18 de mayo | 15:30 |
| Wolfsburgo          | 1 – 3 | Maguncia 05              | Volkswagen-Arena               | 18 de mayo | 15:30 |
| Hoffenheim          | 4 – 2 | Bayern de Múnich         | PreZero Arena                  | 18 de mayo | 15:30 |
| Werder Bremen       | 4 – 1 | Bochum                   | Wohninvest Weserstadion        | 18 de mayo | 15:30 |
| Stuttgart           | 4 – 0 | Borussia Mönchengladbach | Mercedes-Benz Arena            | 18 de mayo | 15:30 |
| Heidenheim          | 4 – 1 | Colonia                  | Voith-Arena                    | 18 de mayo | 15:30 |

### Campeón
| Bundesliga                             |
| Bandera de Renania del Norte-Westfalia |
| Bayer Leverkusen 1.er título           |

## Partido de ascenso y descenso
Los horarios corresponden al huso horario de Alemania (Hora central europea): UTC+2 en horario de verano.
| Ida; 23 de mayo de 2024 | Bochum | 0:3 (0:1) | Fortuna Düsseldorf                              | Vonovia Ruhrstadion, Bochum                                 |                                                             |
| 20:30                   |        | Reporte   | Hofmann 13' (a.g.) · Klaus 64' · Engelhardt 72' | Asistencia: 26 000 espectadores Árbitro(s): Robert Schröder | Asistencia: 26 000 espectadores Árbitro(s): Robert Schröder |

| Vuelta; 27 de mayo de 2024 | Fortuna Düsseldorf                                                         | 0:3 (0:3, 0:1) (t. s.)(5:6 p.)(Global 3:3) | Bochum                                                                       | Merkur Spiel-Arena, Düsseldorf                            |                                                           |
| 20:30                      |                                                                            | Reporte                                    | Hofmann 18', 66' · Stöger 70' (pen.)                                         | Asistencia: 51 500 espectadores Árbitro(s): Deniz Aytekin | Asistencia: 51 500 espectadores Árbitro(s): Deniz Aytekin |
|                            |                                                                            | Tiros desde el punto penal                 |                                                                              |                                                           |                                                           |
|                            | Hoffmann · Jóhannesson · Engelhardt · Oberdorf · Tzolis · Niemiec · Uchino |                                            | Gonçalo Paciência · Bero · Mašović · Asano · Stöger · Schlotterbeck · Wittek |                                                           |                                                           |

- El marcador global fue 3-3 y el Bochum ganó por 6-5 en la tanda de penaltis. Por lo tanto, ambos equipos se mantienen en sus respectivas categorías.

## Datos y estadísticas

### Récords
- Primer gol de la temporada: Anotado por Leroy Sané, para el Bayern de Múnich contra el Werder Bremen (18 de agosto de 2023)
- Último gol de la temporada: Anotado por Janik Haberer, para el Unión Berlín contra el Friburgo (18 de mayo de 2024)
- Gol más rápido: Anotado por Robin Hack a los 19 segundos en el Borussia Mönchengladbach 3 – 1 Stuttgart (14 de enero de 2024)
- Gol más cercano al final del encuentro: Anotado a los 96 minutos y 53 segundos por: 
  - Robert Andrich en el Bayer Leverkusen 2 - 2 Stuttgart
  - Tomáš Čvančara en el Augsburgo 4 – 4 Borussia Mönchengladbach (19 de agosto de 2023)
  - Robin Koch en el Eintracht Fráncfort 2 – 1 Borussia Mönchengladbach (20 de diciembre de 2023)
- Mayor número de goles marcados en un partido: 9 goles en:
  - Bayern de Múnich 8 – 1 Maguncia 05 (9 de marzo de 2024)
- Partido con más espectadores: 81.365 en once juegos, todos con el Borussia Dortmund de local destacando: contra el Bayern de Múnich (4 de noviembre de 2023), contra el Borussia Mönchengladbach (25 de noviembre de 2023) y contra el Leipzig (9 de diciembre de 2023).
- Partido con menos espectadores: 15.000 en doce partidos, todos con el Heidenheim de local destacando: contra el Borussia Dortmund (2 de febrero de 2024), contra el Bayer Leverkusen (17 de febrero de 2024) y contra el Eintracht Fráncfort (2 de marzo de 2024).
- Mayor victoria local: Bayern de Múnich 8 – 0 Darmstadt (28 de octubre de 2023)
- Mayor victoria visitante: Darmstadt 0 – 6 Augsburgo (2 de marzo de 2024)
- Primer campeón invicto el Bayer Leverkusen, producto de 28 triunfos y 6 empates en 34 partidos.

### Máximos goleadores
Actualizado el 18 de mayo de 2024.
| Pos. | Jugador           | Goles | Part. | Prom. | Club              |
| ---- | ----------------- | ----- | ----- | ----- | ----------------- |
| 1    | Harry Kane        | 36    | 32    | 1.13  | Bayern Múnich     |
| 2    | Serhou Guirassy   | 28    | 28    | 1     | Stuttgart         |
| 3    | Loïs Openda       | 24    | 34    | 0.71  | Leipzig           |
| 4    | Deniz Undav       | 18    | 30    | 0.6   | Stuttgart         |
| 5    | Maximilian Beier  | 16    | 33    | 0.48  | Hoffenheim        |
| 6    | Andrej Kramarić   | 15    | 30    | 0.5   | Hoffenheim        |
| 7    | Ermedin Demirović | 15    | 33    | 0.45  | Augsburgo         |
| 8    | Victor Boniface   | 14    | 23    | 0.61  | Bayer Leverkusen  |
| 9    | Benjamin Šeško    | 14    | 31    | 0.45  | Leipzig           |
| 10   | Donyell Malen     | 13    | 27    | 0.48  | Borussia Dortmund |

### Máximos asistentes
Actualizado el 18 de mayo de 2024.
| Pos. | Jugador            | Asistencias | Part. | Prom. | Club                     |
| ---- | ------------------ | ----------- | ----- | ----- | ------------------------ |
| 1    | Alejandro Grimaldo | 13          | 33    | 0.39  | Bayer Leverkusen         |
| 2    | Leroy Sané         | 11          | 27    | 0.41  | Bayern Múnich            |
| 3    | Jan-Niklas Beste   | 11          | 31    | 0.35  | Heidenheim               |
| 4    | Xavi Simons        | 11          | 32    | 0.34  | Leipzig                  |
| 5    | Florian Wirtz      | 11          | 32    | 0.34  | Bayer Leverkusen         |
| 6    | Julian Brandt      | 11          | 32    | 0.34  | Borussia Dortmund        |
| 7    | Deniz Undav        | 9           | 30    | 0.3   | Stuttgart                |
| 8    | Thomas Müller      | 9           | 31    | 0.29  | Bayern Múnich            |
| 9    | Kevin Stöger       | 9           | 32    | 0.28  | Bochum                   |
| 10   | Franck Honorat     | 9           | 32    | 0.28  | Borussia Mönchengladbach |
| 11   | Ermedin Demirović  | 9           | 33    | 0.27  | Augsburgo                |
| 12   | Marvin Ducksch     | 9           | 33    | 0.27  | Werder Bremen            |
| 13   | Victor Boniface    | 8           | 23    | 0.35  | Bayer Leverkusen         |

### Autogoles
| Fecha      | Jugador              | Minuto        | Local                    | Resultado | Visitante           | Jornada    |
| ---------- | -------------------- | ------------- | ------------------------ | --------- | ------------------- | ---------- |
| 19/08/2023 | Attila Szalai        | 39' , 0 – 1   | Hoffenheim               | 1 – 2     | Friburgo            | Jornada 1  |
| 27/08/2023 | Felix Uduokhai       | 32' , 1 – 0   | Bayern de Múnich         | 3 – 1     | Augsburgo           | Jornada 2  |
| 22/09/2023 | Dan-Axel Zagadou     | 17' , 0 – 1   | Stuttgart                | 3 – 1     | Darmstadt           | Jornada 5  |
| 30/09/2023 | Sepp van den Berg    | 18' , 0 – 1   | Mainz 05                 | 0 – 3     | Bayer Leverkusen    | Jornada 6  |
| 27/10/2023 | Keven Schlotterbeck  | 59' , 1 – 1   | Bochum                   | 2 – 2     | Mainz 05            | Jornada 9  |
| 28/10/2023 | Jonas Föhrenbach     | 52' , 2 – 1   | Borussia Mönchengladbach | 2 – 1     | Heidenheim          | Jornada 9  |
| 28/10/2023 | Sebastiaan Bornauw   | 79' , 2 – 2   | Augsburgo                | 3 – 2     | Wolfsburgo          | Jornada 9  |
| 28/10/2023 | Robin Knoche         | 38' , 1 – 0   | Werder Bremen            | 2 – 0     | Unión Berlín        | Jornada 9  |
| 25/11/2023 | Olivier Deman        | 9' , 0 – 1    | Werder Bremen            | 0 – 3     | Bayer Leverkusen    | Jornada 12 |
| 25/11/2023 | Waldemar Anton       | 26' , 1 – 1   | Eintracht Fráncfort      | 1 – 2     | Stuttgart           | Jornada 12 |
| 03/12/2023 | Finn Dahmen          | 78' , 2 – 1   | Augsburgo                | 2 – 1     | Eintracht Fráncfort | Jornada 13 |
| 08/12/2023 | Erhan Mašović        | 32' , 1 – 0   | Hoffenheim               | 3 – 1     | Bochum              | Jornada 14 |
| 09/12/2023 | Lennard Maloney      | 60' , 1 – 2   | Heidenheim               | 3 – 2     | Darmstadt           | Jornada 14 |
| 09/12/2023 | Rami Bensebaini      | 32' , 0 – 1   | Borussia Dortmund        | 2 – 3     | RB Leipzig          | Jornada 14 |
| 20/12/2023 | Matthias Ginter      | 90+2' , 3 – 2 | Heidenheim               | 3 – 2     | Friburgo            | Jornada 16 |
| 20/01/2024 | Moritz Jenz          | 45+2' , 1 – 1 | Heidenheim               | 1 – 1     | Wolfsburgo          | Jornada 18 |
| 28/01/2024 | Nico Schlotterbeck   | 45' , 1 – 1   | Borussia Dortmund        | 3 – 1     | Bochum              | Jornada 19 |
| 24/02/2024 | Christoph Zimmermann | 8' , 1 – 0    | Werder Bremen            | 1 – 1     | Darmstadt           | Jornada 23 |
| 02/03/2024 | Benedikt Gimber      | 39' , 0 – 1   | Heidenheim               | 1 – 2     | Eintracht Fráncfort | Jornada 24 |
| 02/03/2024 | Ivan Ordets          | 71' , 1 – 3   | Bochum                   | 1 – 4     | RB Leipzig          | Jornada 24 |
| 10/03/2024 | Thomas Isherwood     | 3' , 1 – 0    | RB Leipzig               | 2 – 0     | Darmstadt           | Jornada 25 |
| 31/03/2024 | Alexander Nübel      | 62' , 2 – 1   | Stuttgart                | 3 – 3     | Heidenheim          | Jornada 27 |
| 13/04/2024 | Keven Schlotterbeck  | 81' , 0 – 1   | Bochum                   | 1 – 1     | Heidenheim          | Jornada 29 |
| 27/04/2024 | Sebastiaan Bornauw   | 41' , 1 – 0   | Friburgo                 | 1 – 2     | Wolfsburgo          | Jornada 31 |
| 11/05/2024 | Nicolas Seiwald      | 36' , 0 – 1   | RB Leipzig               | 1 – 1     | Werder Bremen       | Jornada 33 |

| Datos actualizados a 11 de mayo de 2024 |

### Hat-tricks o pókers
Aquí se encuentra la lista de hat-tricks y póker de goles (en general, tres o más goles marcados por un jugador en un mismo encuentro) conseguidos en la temporada.
| Fecha      | Jugador         | Goles         | Local             | Resultado | Visitante                | Jornada    |
| ---------- | --------------- | ------------- | ----------------- | --------- | ------------------------ | ---------- |
| 20/08/2023 | Kevin Behrens   | 1' 9' 70'     | Unión Berlín      | 4 – 1     | Mainz 05                 | Jornada 1  |
| 16/09/2023 | Serhou Guirassy | 56' 84' 90+7' | Mainz 05          | 1 – 3     | Stuttgart                | Jornada 4  |
| 23/09/2023 | Harry Kane      | 12' 54' 88'   | Bayern de Múnich  | 7 – 0     | Bochum                   | Jornada 5  |
| 07/10/2023 | Serhou Guirassy | 67' 78' 82'   | Stuttgart         | 3 – 1     | Wolfsburgo               | Jornada 7  |
| 28/10/2023 | Harry Kane      | 51' 69' 88'   | Bayern de Múnich  | 8 – 0     | Darmstadt                | Jornada 9  |
| 04/11/2023 | Harry Kane      | 9' 72' 90+3'  | Borussia Dortmund | 0 – 4     | Bayern de Múnich         | Jornada 10 |
| 20/11/2023 | Patrik Schick   | 30' 32' 45+1' | Bayer Leverkusen  | 4 – 0     | Bochum                   | Jornada 16 |
| 27/01/2024 | Deniz Undav     | 30' 56' 75'   | Stuttgart         | 5 – 2     | RB Leipzig               | Jornada 19 |
| 28/01/2024 | Niclas Füllkrug | 6' 72' 90+1'  | Borussia Dortmund | 3 – 1     | Bochum                   | Jornada 19 |
| 08/03/2024 | Harry Kane      | 13' 45+7' 70' | Bayern de Múnich  | 8 – 1     | Mainz 05                 | Jornada 25 |
| 14/04/2024 | Florian Wirtz   | 68' 83' 90'   | Bayer Leverkusen  | 5 – 0     | Werder Bremen            | Jornada 29 |
| 20/04/2024 | Robin Hack      | 39' 78' 89'   | Hoffenheim        | 4 – 3     | Borussia Mönchengladbach | Jornada 30 |
| 18/05/2024 | Andrej Kramarić | 68' 85' 87'   | Hoffenheim        | 4 – 2     | Bayern de Múnich         | Jornada 34 |

## Premios

### Premios mensuales
| Mes        | Jugador del mes    | Jugador del mes  | Rookie del mes   | Rookie del mes    | Gol del mes      | Gol del mes       |
| Mes        | Jugador            | Equipo           | Jugador          | Equipo            | Jugador          | Equipo            |
| ---------- | ------------------ | ---------------- | ---------------- | ----------------- | ---------------- | ----------------- |
| Agosto     | Victor Boniface    | Bayer Leverkusen | Victor Boniface  | Bayer Leverkusen  | Jan-Niklas Beste | Heidenheim        |
| Septiembre | Serhou Guirassy    | Stuttgart        | Victor Boniface  | Bayer Leverkusen  | Xavi Simons      | Leipzig           |
| Octubre    | Florian Wirtz      | Bayer Leverkusen | Victor Boniface  | Bayer Leverkusen  | Harry Kane       | Bayern Múnich     |
| Noviembre  | Deniz Undav        | Stuttgart        | Victor Boniface  | Bayer Leverkusen  | Harry Kane       | Bayern Múnich     |
| Diciembre  | Florian Wirtz      | Bayer Leverkusen | Xavi Simons      | Leipzig           | Harry Kane       | Bayern Múnich     |
| Enero      | Deniz Undav        | Stuttgart        | Ian Maatsen      | Borussia Dortmund | Xavi Simons      | Leipzig           |
| Febrero    | Florian Wirtz      | Bayer Leverkusen | Maximilian Beier | TSG Hoffenheim    | Harry Kane       | Bayern de Múnich  |
| Marzo      | Serhou Guirassy    | Stuttgart        | Maximilian Beier | TSG Hoffenheim    | Jamal Musiala    | Bayern de Múnich  |
| Abril      | Alejandro Grimaldo | Bayer Leverkusen | Xavi Simons      | Leipzig           | Harry Kane       | Bayern de Múnich  |
| Mayo       | —                  | —                | —                | —                 | Marco Reus       | Borussia Dortmund |

## Fichajes

### Fichajes más caros del mercado de verano
| Jugador               | Club de destino   | Club de origen       | Precio (€) | Ref.   |
| --------------------- | ----------------- | -------------------- | ---------- | ------ |
| Harry Kane            | Bayern de Múnich  | Tottenham Hotspur    | 95.000.000 | [ 70 ] |
| Kim Min-jae           | Bayern de Múnich  | Napoli               | 50.000.000 | [ 71 ] |
| Loïs Openda           | Leipzig           | Lens                 | 38.500.000 | [ 72 ] |
| Castello Lukeba       | Leipzig           | Olympique de Lyon    | 30.000.000 | [ 73 ] |
| Felix Nmecha          | Borussia Dortmund | Wolfsburgo           | 30.000.000 | [ 74 ] |
| Lovro Majer           | Wolfsburgo        | Rennes               | 25.000.000 | [ 75 ] |
| Benjamin Šeško        | Leipzig           | Salzburgo            | 24.000.000 | [ 76 ] |
| Christoph Baumgartner | Leipzig           | Hoffenheim           | 24.000.000 | [ 77 ] |
| Nathan Tella          | Bayer Leverkusen  | Southampton          | 23.300.000 | [ 78 ] |
| Victor Boniface       | Bayer Leverkusen  | Union Saint-Gilloise | 20.500.000 | [ 79 ] |

| Datos actualizados a 20 de octubre de 2023. Fuentes: |

### Fichajes más caros del mercado de invierno
| Jugador            | Club de destino     | Club de origen      | Precio (€)       | Ref.   |
| ------------------ | ------------------- | ------------------- | ---------------- | ------ |
| Sacha Boey         | Bayern de Múnich    | Galatasaray         | 30.000.000       | [ 80 ] |
| Eljif Elmas        | Leipzig             | Napoli              | 24.000.000       | [ 81 ] |
| Aurèle Amenda      | Eintracht Fráncfort | Young Boys          | 9.500.000        | [ 82 ] |
| Jean-Mattéo Bahoya | Eintracht Fráncfort | Angers SCO          | 8.000.000        | [ 83 ] |
| Yorbe Vertessen    | Unión Berlín        | PSV Eindhoven       | 4.750.000        | [ 84 ] |
| Bryan Zaragoza     | Bayern de Múnich    | Granada             | 4.000.000 (T.P.) | [ 85 ] |
| Hugo Ekitike       | Eintracht Fráncfort | París Saint-Germain | 3.500.000 (T.P.) | [ 86 ] |
| Nathaniel Brown    | Eintracht Fráncfort | Núremberg           | 3.000.000        | [ 87 ] |
| Kevin Behrens      | Wolfsburgo          | Unión Berlín        | 2.000.000        | [ 88 ] |
| Chris Bedia        | Unión Berlín        | Servette            | 2.000.000        | [ 89 ] |

| Datos actualizados a 18 de febrero de 2024. Fuentes: |